# Kajen 5

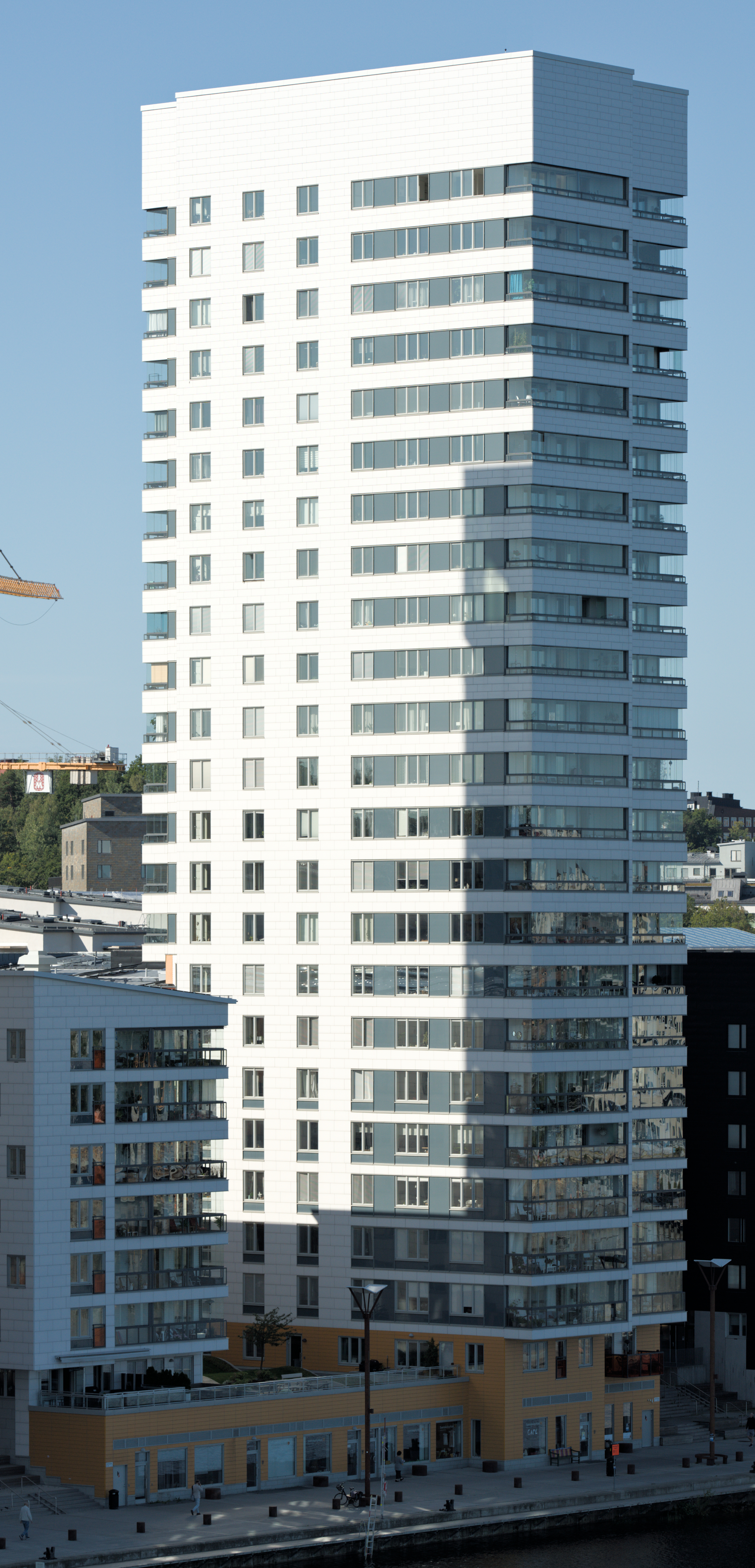
Kajen 5 i september 2023.

Kajen 5 är ett bostadshus i kvarteret Lagringen på Sjöviksvägen 75 vid Årstadalshamnen i stadsdelen Liljeholmen, södra Stockholm. Här uppfördes mellan 2013 och 2018 ett höghus med tillhörande låghus. Byggnaden ritades av ÅWL Arkitekter på uppdrag av totalentreprenören JM.

## Byggnad och arkitektur
Sedan år 2000 växer ett sjönära bostadsområde upp kallat Liljeholmskajen, belägen intill Årstadalshamnens södra strand. Kajen 5 hör tillsammans med grannhusen Kajen 4 (färdigställd år 2014 och ritad av arkitekt Gert Wingårdh) och Kajplats 6 (planerad färdigställande år 2020 och ritad av Alessandro Ripellino Arkitekter) och K7 till de högsta byggnaderna inom området med en höjd av 90 meter över stadens nollplan. Kajplats 6 blir med den glasade restaurang högst upp det högsta av de fyra höghusen. Närmast Årstabron uppförs Brohuset (byggtid 2016–2018) med som mest 16 våningar, även det ritat av Gert Wingårdh.
Medan Kajen 4 utmärker sig genom de svarta fasaderna kommer Kajen 5 att lysa  skimrande vitt med sin fasadbeklädnad i blankt skärmtegel och accenter i mättad orange. Liksom Kajen 4 består komplexet av en högdel med 24 våningar och en lågdel med åtta våningar. Sammanlagt rymmer de båda husdelarna 193 lägenheter, fördelade på 1-5 rum och kök med ytor mellan 42 och 141 m². Mellan hög- och lågdel finns en innergård. För husets arkitektur ansvarade arkitekt Olof Lotström på ÅWL Arkitekter.

## Bilder

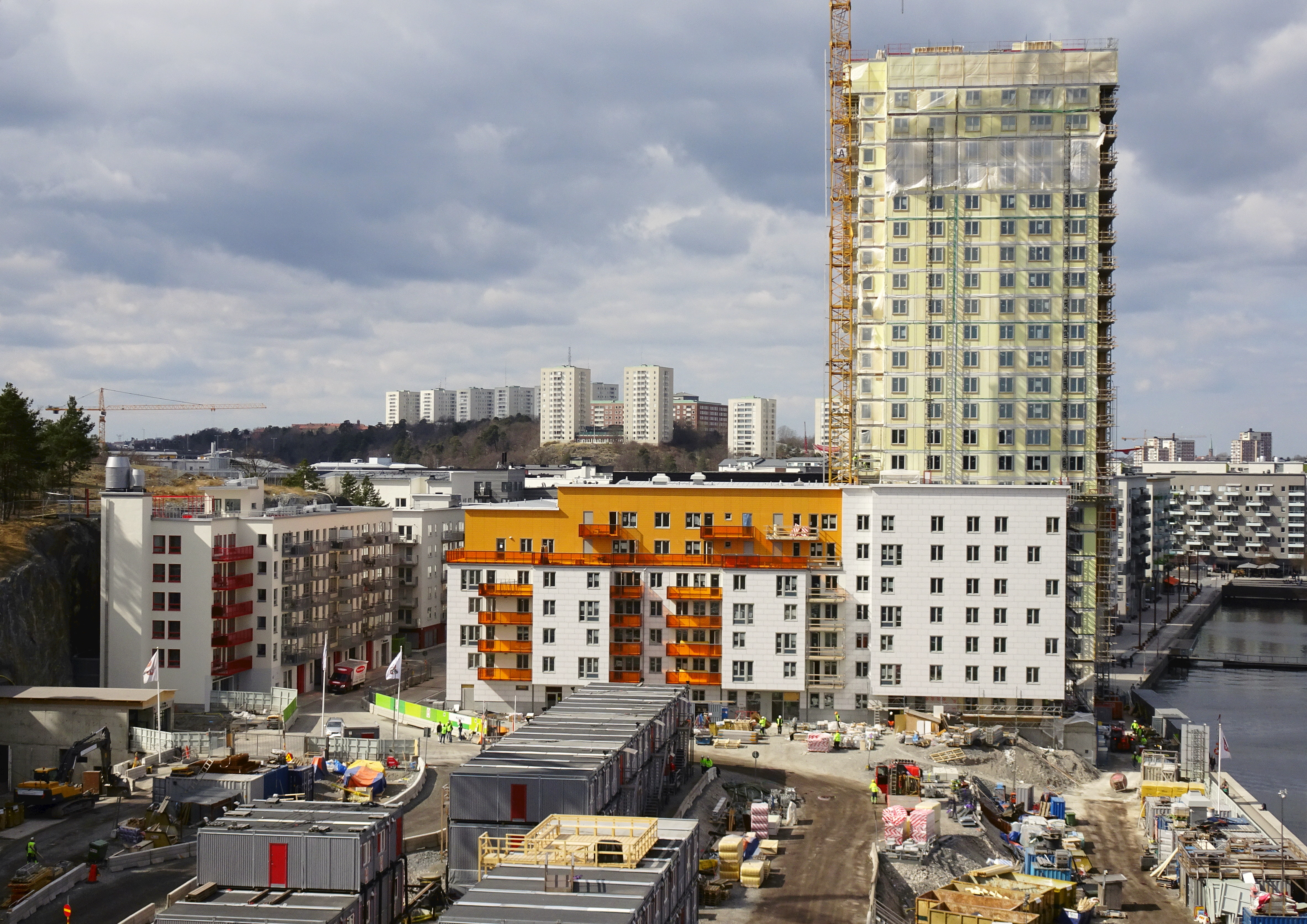
Kajen 5 i april 2016
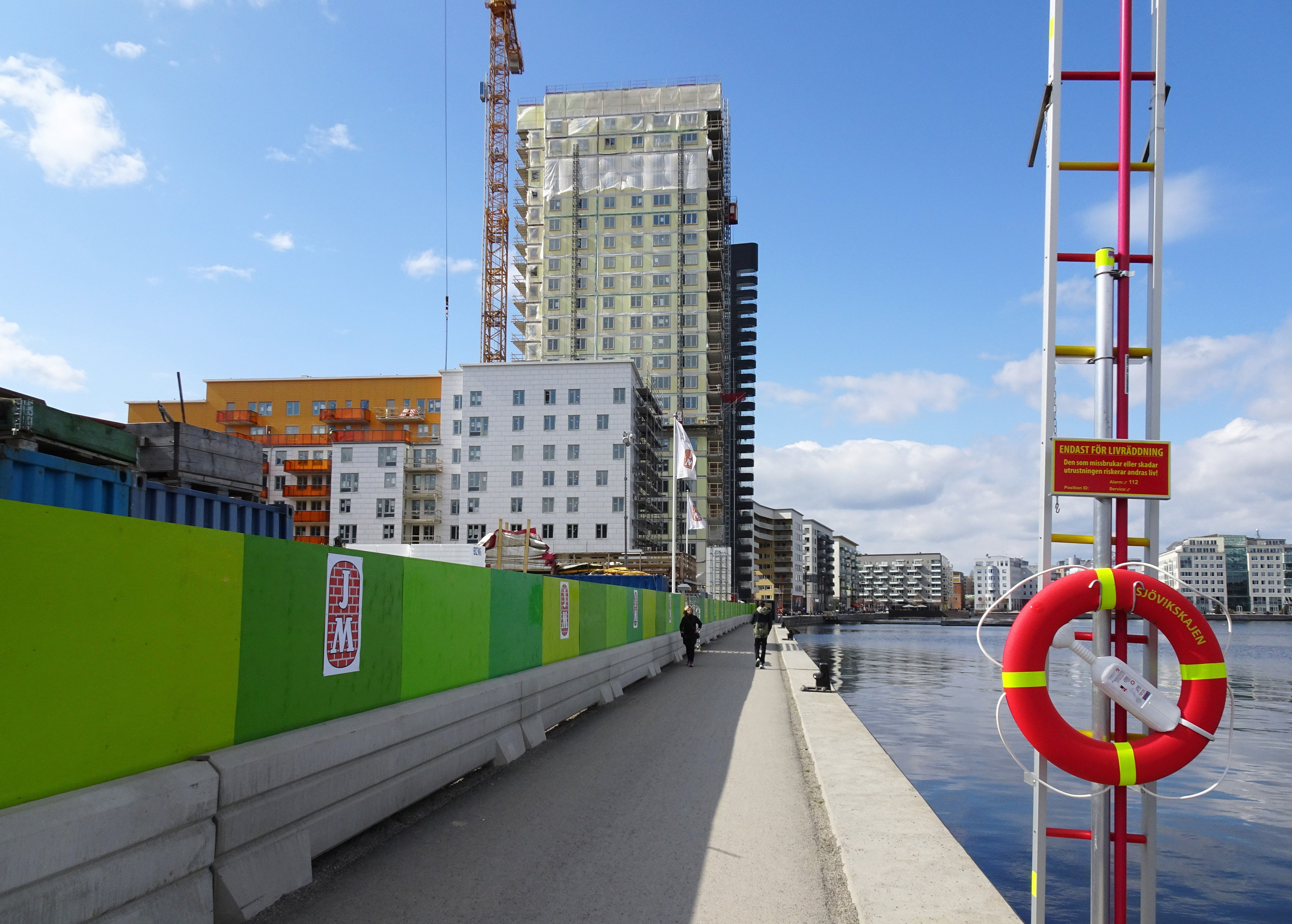
Kajen 5 med lågdelen framför
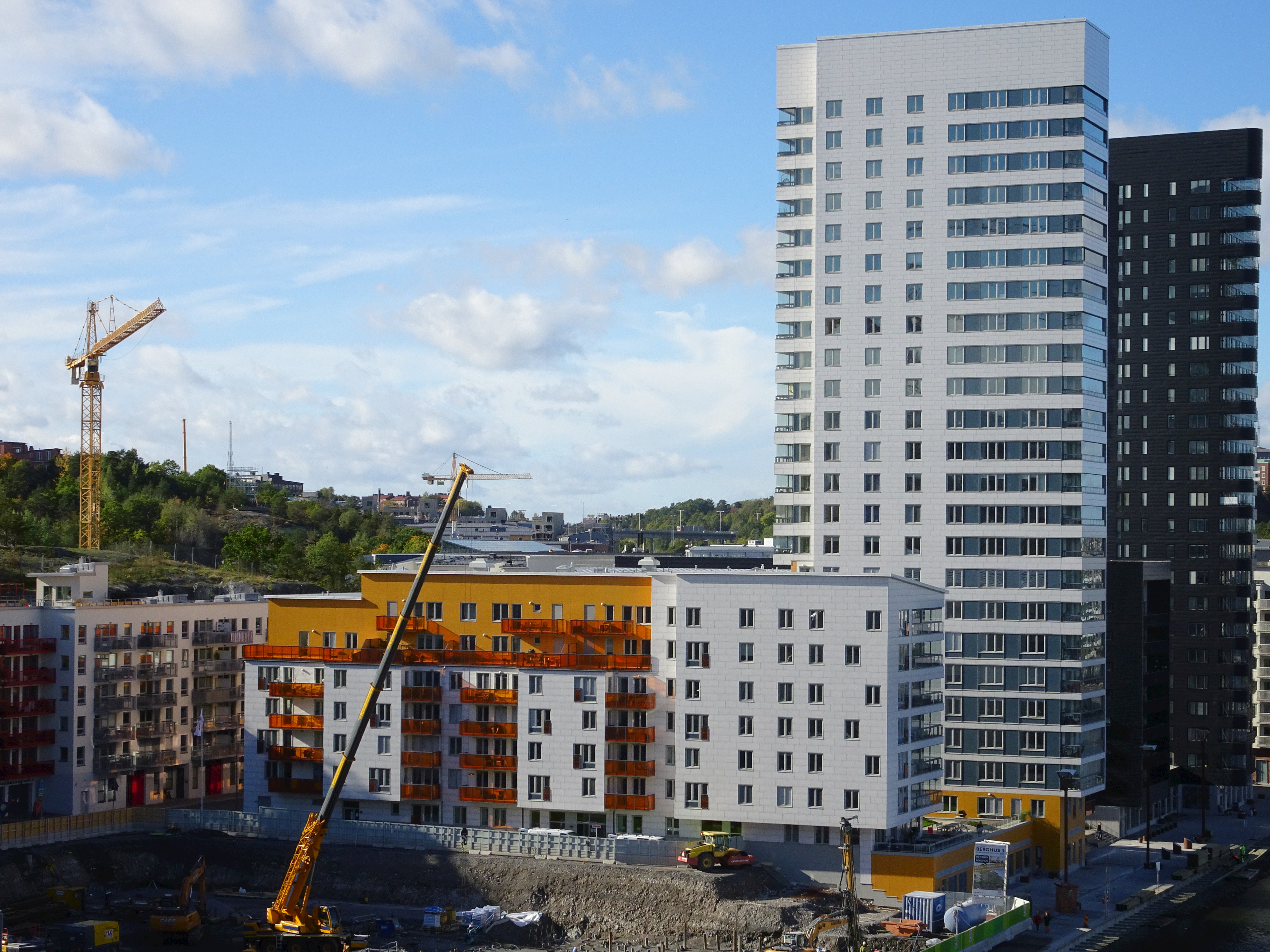
Kajen 5 i oktober 2017
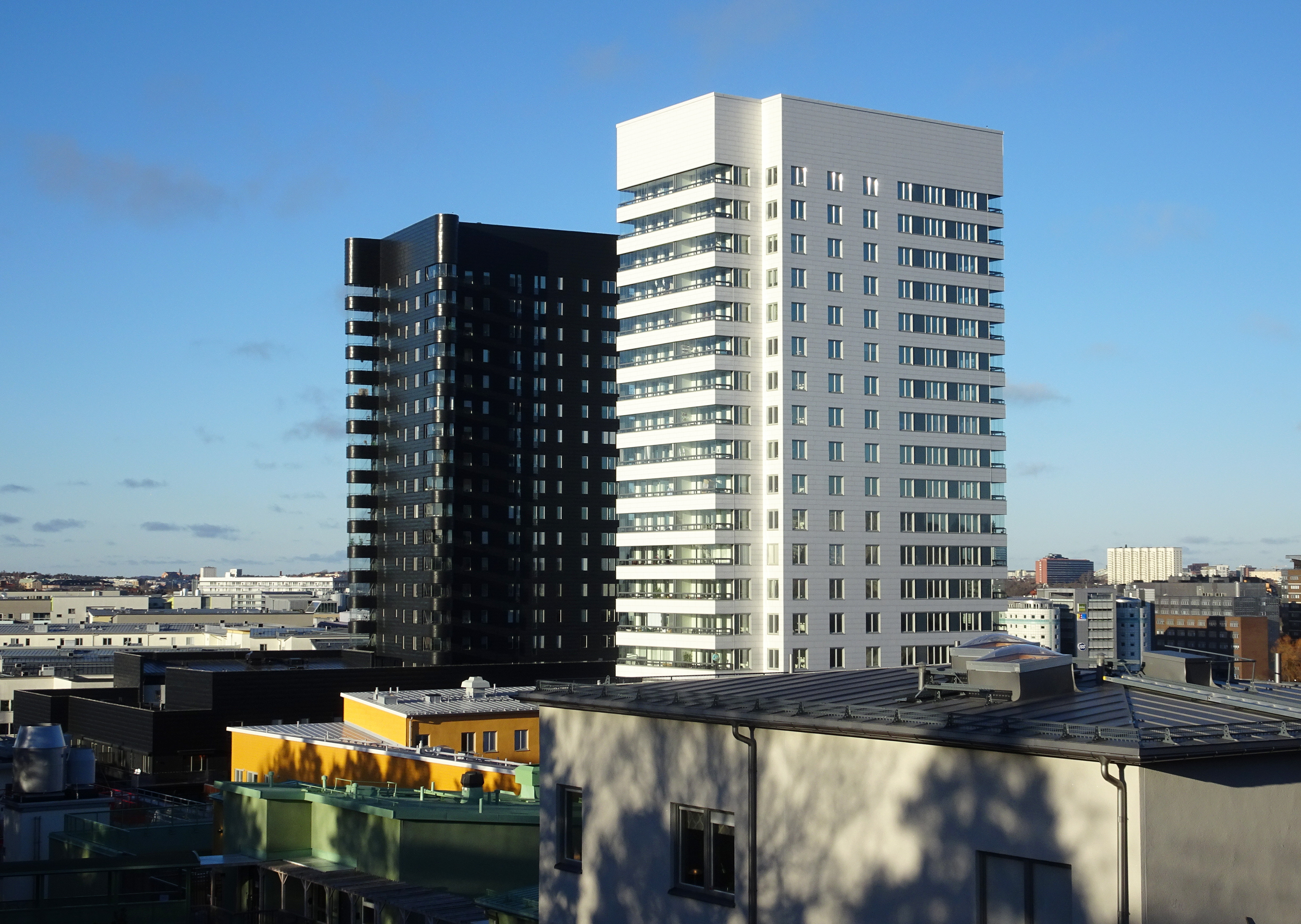
Kajen 4 och Kajen 5, 2018
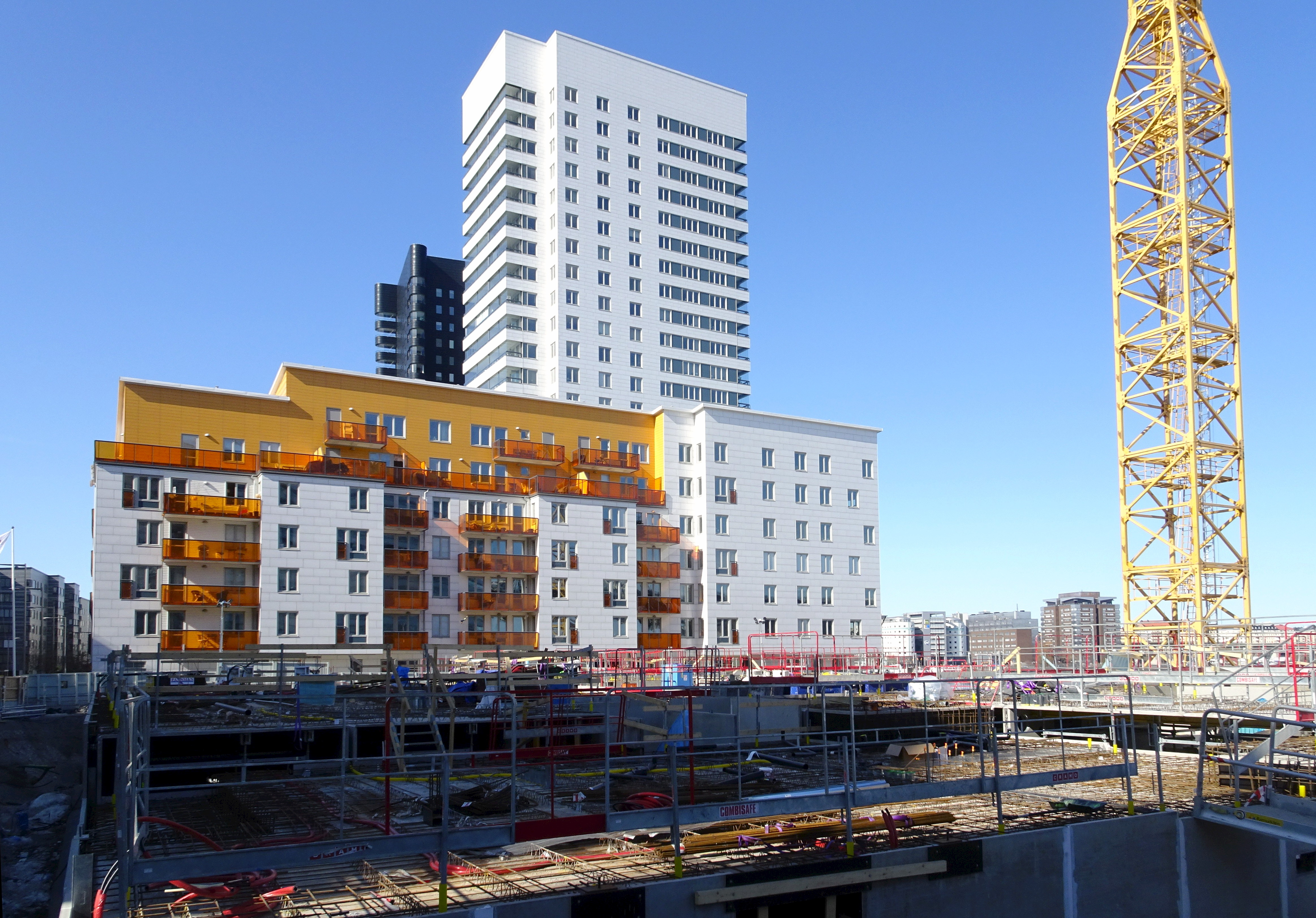
Kajen 5 i mars 2018, i förgrunden uppförs Kajplats 6